# Абноба
Абноба (Abnoba) е името на галска богиня, почитана в района на планината Шварцвалд и околностите. Смята се, че е покровителка на горите и реките – оброчен надпис с нейното име е открит край гр. Санкт Георген им Шварцвалд при изворите на Бригах – една от реките, които се смятат за начало на Дунав. Името ѝ е известно от общо девет епиграфски паметника. На два от тях, – оброчни олтари, открити единият в термите на Баденвайлер, другият в Мюленбах, – надписите отъждествяват Абноба с римската Диана (на латински: Dianae Abnobae, на Диана Абноба), което предполага тъждественост във функциите на двете богини.
За почитта към богинята, както и за част от функциите ѝ, може да се съди по това, че в античността планината Шварцвалд носи името Абноба, което е изрично указано от Тацит, Плиний Стари и Клавдий Птолемей.